# 互交
在遺傳學中，互交(英文：Reciprocal cross)是一種育種實驗，旨在測試父母性別在給定的遺傳模式下的作用。所有親代生物都必須是純種，才能正確進行此類實驗。在一次雜交中，表達特徵的雄性將與未表達特徵的雌性雜交。另一方面，表達特徵的雌性將與不表達特徵的雄性雜交。互交的製作方式可以獨立於父母的性別而定。例如，假設一位生物學家希望確定假設的等位基因Z（某些基因A的變體）是否在男性或女性性染色體上。她可能首先將Z形女性與A形男性雜交並觀察其後代。接下來，她將A型女性與Z型男性雜交，並觀察其後代。通過顯性和隱性等位基因的原理，她可以（也許在雜交後代之後）推斷哪一個性染色體包含Z基因，如果有的話。

## 外部連結
- Simple Mendelian Genetics in Drosophila（页面存档备份，存于）